# Teos
Teos ou Teo (em grego:  Τέως; demominado: Τήϊος) foi uma cidade marítima da Jônia na costa da Ásia Menor, situada na península entre Quitrio e Mionesos, ao norte de Éfeso e 40 km ao sudoeste da atual Esmirna, perto do porto de Siğacik na Turquia. 
Foi o lugar de nascimento do poeta Anacreonte, do historiador e filósofo céptico Hecateu de Abdera e do sofista Protágoras.

## História
Foi fundada como colônia de Orcómeno , dirigida por Atamas aos que se uniram aos atenienses (dirigidos por Nauclo) e beócios (dirigidos por Geres). A região onde estava situada produzia muito vinho de boa qualidade e Dioniso era um dos deuses principais. 
Segundo outra tradição foi fundada durante o primeiro milênio a.C por colonos de Tessália e de Atenas, esta cidade jônica passou ao domínio dos persas após a queda de Creso. Ciro, o Grande, enviou o general Harpago para submeter as cidades gregas controladas pelo Reino da Lídia, o que entranhou o êxodo de uma parte da população entre 545 a. C. e 540 a.C. para Trácia, onde foram responsáveis pela refundação de Abdera, mas uma parte dos antigos habitantes permaneceram na cidade ou regressaram pra lá após a invasão persa da Grécia.
Foi aliada de Atenas. Após o fracasso ateniense da expedição a Sicília, a cidade rebelou-se, mas foi subjugada.
Teos fez parte da união Jônica e uniu-se à Revolta Jônica contra o domínio persa, organizada pela cidade de Mileto e seu tirano Aristágoras. Foi depois membro da Liga de Delos em 476  a.C.
No século IV a.C., o porto de Teos ressurgiu graças a Antígono I Monoftalmos. Segundo as fontes, o filósofo Epicuro estudou com um discípulo de Demócrito em Teos.
No século II a.C. ainda era próspera, apesar das desordens do mundo helenístico e foi construído nesta cidade o maior templo consagrado a Dioniso do mundo antigo, sob a direção do arquiteto Hermógenes. Este templo, em parte reconstruído, foi consagrado ao culto de Tibério e depois ao do imperador Adriano na época romana.
A cidade tinha dois bons portos, o principal ao sul, enterrado hoje, e outro secundário ao norte utilizado hoje em dia pelos pescadores de Siğacik. Um dos portos é chamado Gerraidai por Estrabão e Gerestico por Tito Lívio.
Na guerra de Roma contra o selêucida Antíoco I Sóter, este foi derrotado perto de Teos pela frota romana e a dos ródios.
Ainda se conservam restos de Teos perto da aldeia turca de Siğacik, especialmente um teatro, o templo de Dioniso e as muralhas. Algumas inscrições fazem menção aos tratados com Roma, com Etólia e com algumas cidades de Creta e outros estados, reconhecendo a inviolabilidade do território de Teos, a preeminência do deus Dioniso e o direito de asilo.